# Ituaçu
Ituaçu is een gemeente in de Braziliaanse deelstaat Bahia. De gemeente telt 18.772 inwoners (schatting 2009).

## Aangrenzende gemeenten
De gemeente grenst aan Barra da Estiva, Brumado, Contendas do Sincorá, Jussiape, Rio de Contas en Tanhaçu.

## Geboren
- Moraes Moreira (1947-2020), zanger en muzikant